# Santa Maria Capua Vetere

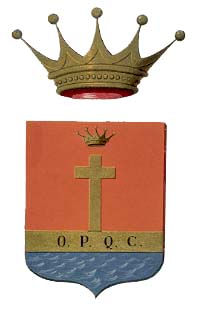
Het wapen van de gemeente.
"O.P.Q.C." staat voor Ordo Populus Que Campanus.

Santa Maria Capua Vetere (uitspr.: /santamaˈria ˈkapua ˈvɛtere/) is een gemeente in de Italiaanse provincie Caserta (regio Campanië) en telt 31.031 inwoners (31-12-2004). De oppervlakte bedraagt 15,8 km2, de bevolkingsdichtheid is 2009 inwoners per km2. Op de plek van Santa Maria Capua Vetere bevond zich in de Romeinse Tijd de stad Capua.

## Demografie
Santa Maria Capua Vetere telt ongeveer 12756 huishoudens. Het aantal inwoners daalde in de periode 1991-2001 met 2,1% volgens cijfers uit de tienjaarlijkse volkstellingen van ISTAT.
| Jaar | Inwoneraantal |
| ---- | ------------- |
| 1991 | 31.396        |
| 2001 | 30.745        |

## Geboren
- Errico Malatesta (1853–1932), anarchist, activist
- Frank Matano (1989), acteur, presentator
- Pina Picierno (1981), PD-politica
- Marcelo Trotta (1992), voetballer

## Geografie
De gemeente ligt op ongeveer 36 meter boven zeeniveau.
Santa Maria Capua Vetere grenst aan de volgende gemeenten: Capua, Carinaro, Casaluce, Curti, Macerata Campania, Marcianise, San Prisco, San Tammaro, Teverola.